# Ющинка
Ющинка (пол. Juszczynka) — річка в Польщі, у Живецькому повіті Сілезького воєводства. Права притока Соли, (басейн Балтійського моря).

## Опис
Довжина річки приблизно 8 км, найкоротша відстань між витоком і гирлом — 6,47 км, коефіцієнт звивистості річки — 1,24; площа басейну водозбору 25,30 км². Формується притокою та багатьма безіменними струмками.

## Розташування
Бере початок на південно-східній околиці села Ющина. Тече переважно на північний захід через Бистру і у Вєпші впадає у річку Солу, праву притоку Вісли.

## Притоки
- Бистра (ліва).

## Цікаві факти
- У верхів'ї річки на лівому березі розташована бджолина пасіка Яна Цучка.[3]